# Большая Звезда (площадь)

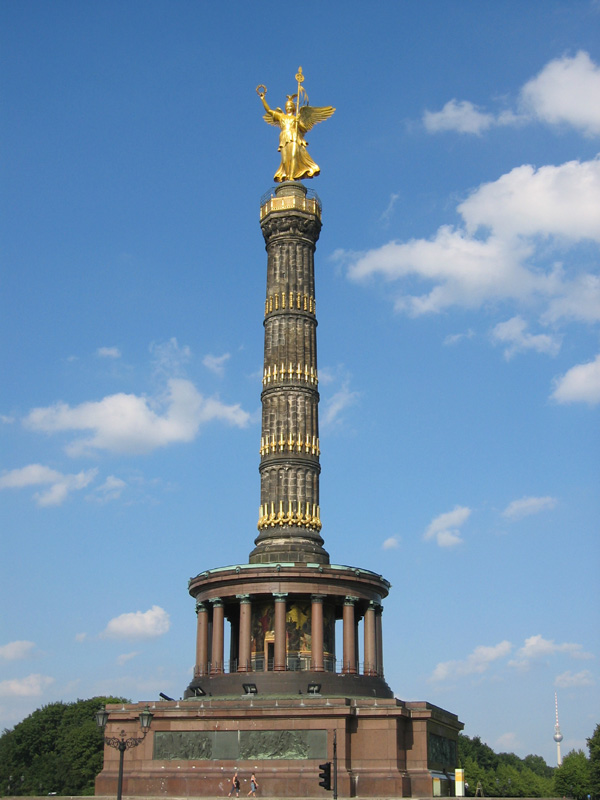
Колонна Победы на берлинской площади Большая Звезда

Большая Звезда (Гросер-Штерн, нем. Großer Stern) — центральная площадь в парке Большой Тиргартен в Берлине. Заложена приблизительно в 1698 году при прусском курфюрсте Фридрихе I придворным егерем Гемрихом и изначально служила в качестве «охотничьей звезды», центрального элемента охотничьих угодий в барочном стиле, где сходились все дороги и тропы. Начиная с 1742 года в ходе переустройства Тиргартена Георгом Венцеслаусом фон Кнобельсдорфом площадь превратилась в представительную площадь и обрела окончательный вид в 1833—1840 годах благодаря усилиям ландшафтного архитектора Петера Йозефа Ленне. С середины XVIII века до начала XIX века площадь украшали статуи античных богов из песчаника, эта скульптурная композиция называлась «Куклы».
На площади Большая Звезда пересекаются несколько крупных магистралей Берлина: улица 17 Июня, Альтонаэр-штрассе, Шпреевег и Хофегераллее. На площади организовано многополосное круговое движение. Ежедневно её пересекает около 180 тысяч автомобилей.
В центре площади установлена колонна Победы, увенчанная позолоченной статуей богини победы Виктории с лавровым венком в руке. До 1938 года колонна Победы находилась на площади Кёнигсплац поблизости от Рейхстага, а в центре Большой Звезды стоял фонтан работы Куно фон Юхтриц-Штейнкирха, посвящённый покровителю охотников святому Губерту. Перенос колонны и её частичная реконструкция были произведены в рамках переустройства Берлина в Столицу мира Германию, а торжественное открытие на новом месте было приурочено к 50-летию Гитлера и сопровождалось масштабным военным парадом. Вместе с колонной Победы на площадь Большая Звезда перенесли национальный памятник Бисмарку, а также памятники Альбрехту фон Роону и Гельмуту Мольтке. Большая Звезда в Столице мира Германии должна была стать площадью почёта Второго рейха.